# Dolce al cucchiaio

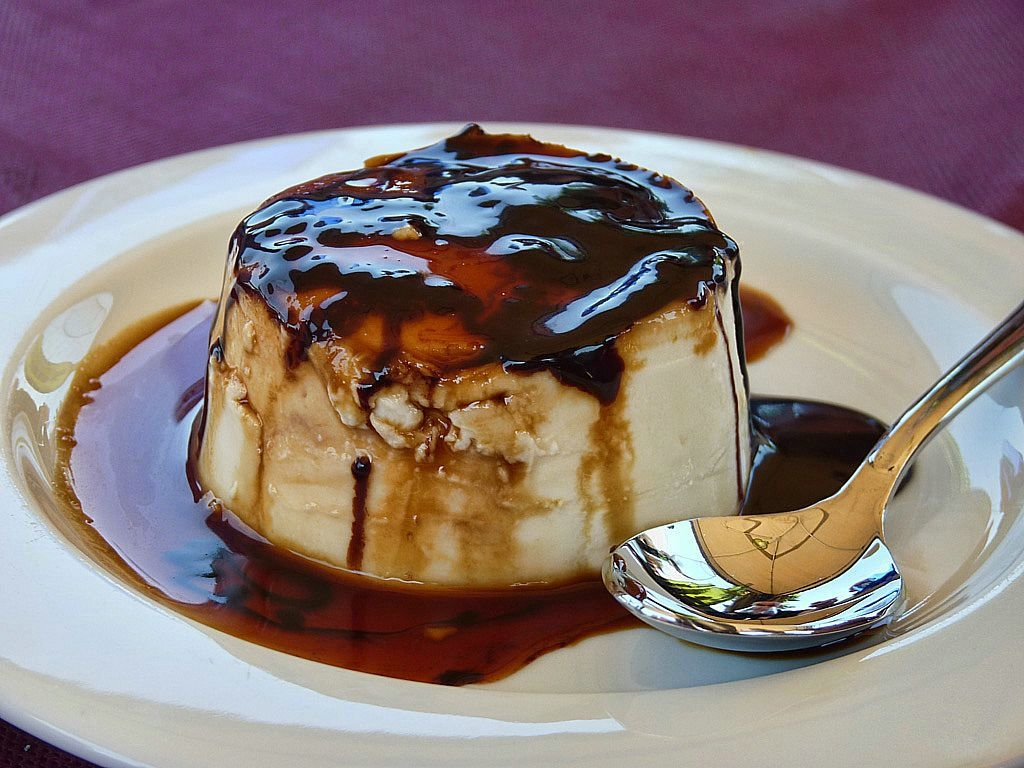
Esempio di dolce al cucchiaio

Il dolce al cucchiaio è un dessert o un prodotto di pasticceria caratterizzato da una consistenza cremosa o comunque abbastanza morbida o spumosa da richiedere l'uso di un cucchiaio per la sua consumazione. Generalmente si tratta di dolci che vanno raffreddati in frigorifero, ma la maggior parte di essi richiede una cottura, che può essere totale o riguardare esclusivamente la crema che spesso costituisce la loro base.

## Descrizione
Questo tipo di dessert può essere consumato da solo o accompagnato da cialde, biscotti e frutta; solitamente i dolci al cucchiaio hanno un aspetto sontuoso ed elegante, sono sostanziosi e non comportano una realizzazione particolarmente complessa. Gli ingredienti più utilizzati per queste preparazioni sono la panna montata, le uova e la colla di pesce.
I dolci al cucchiaio possono essere serviti come fine pasto o come spuntini; solitamente sono di facile presentazione in quanto vengono disposti in coppette, bicchieri e cocotte.

## Lista di dolci al cucchiaio
- Aspic

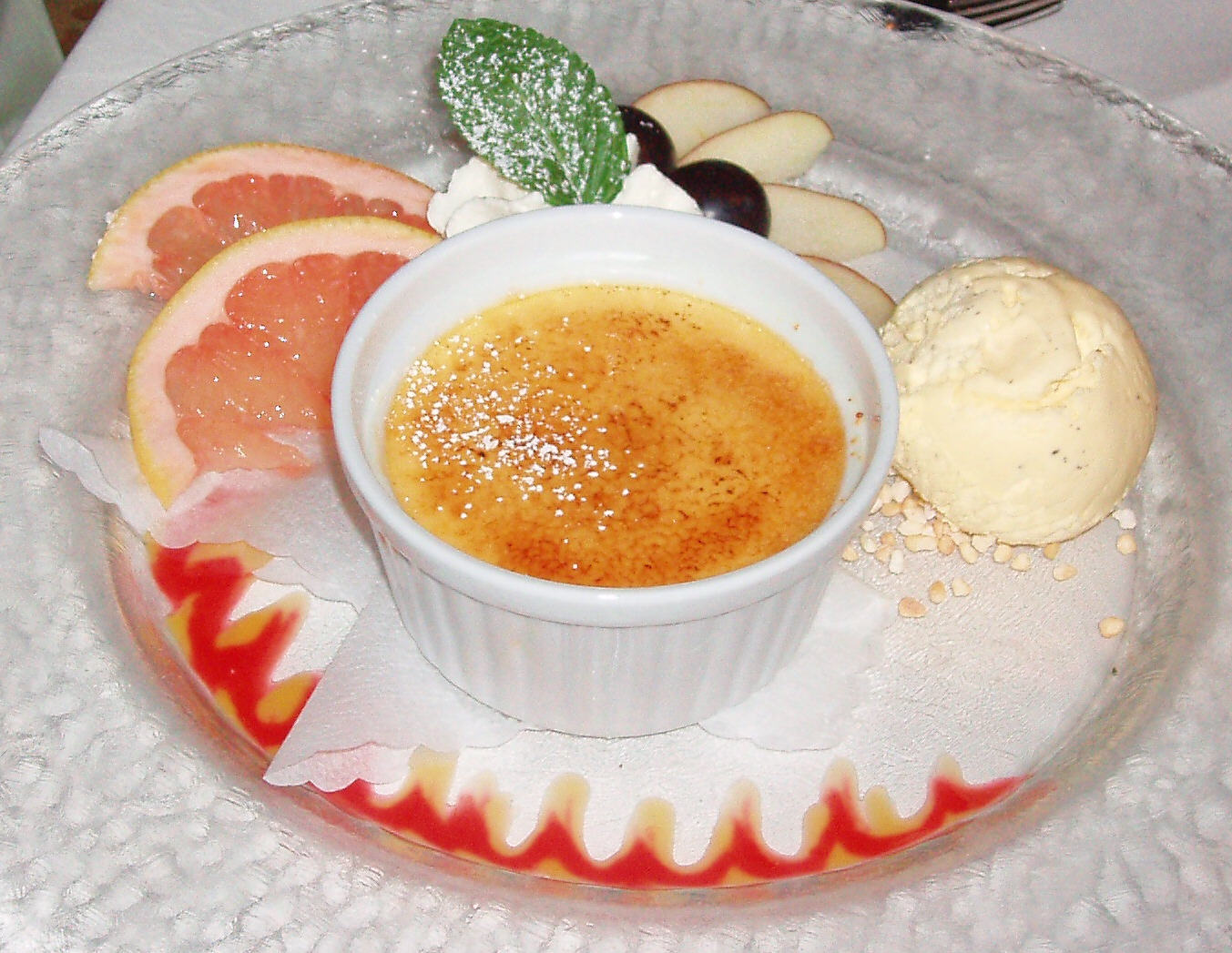
Crème brûlée

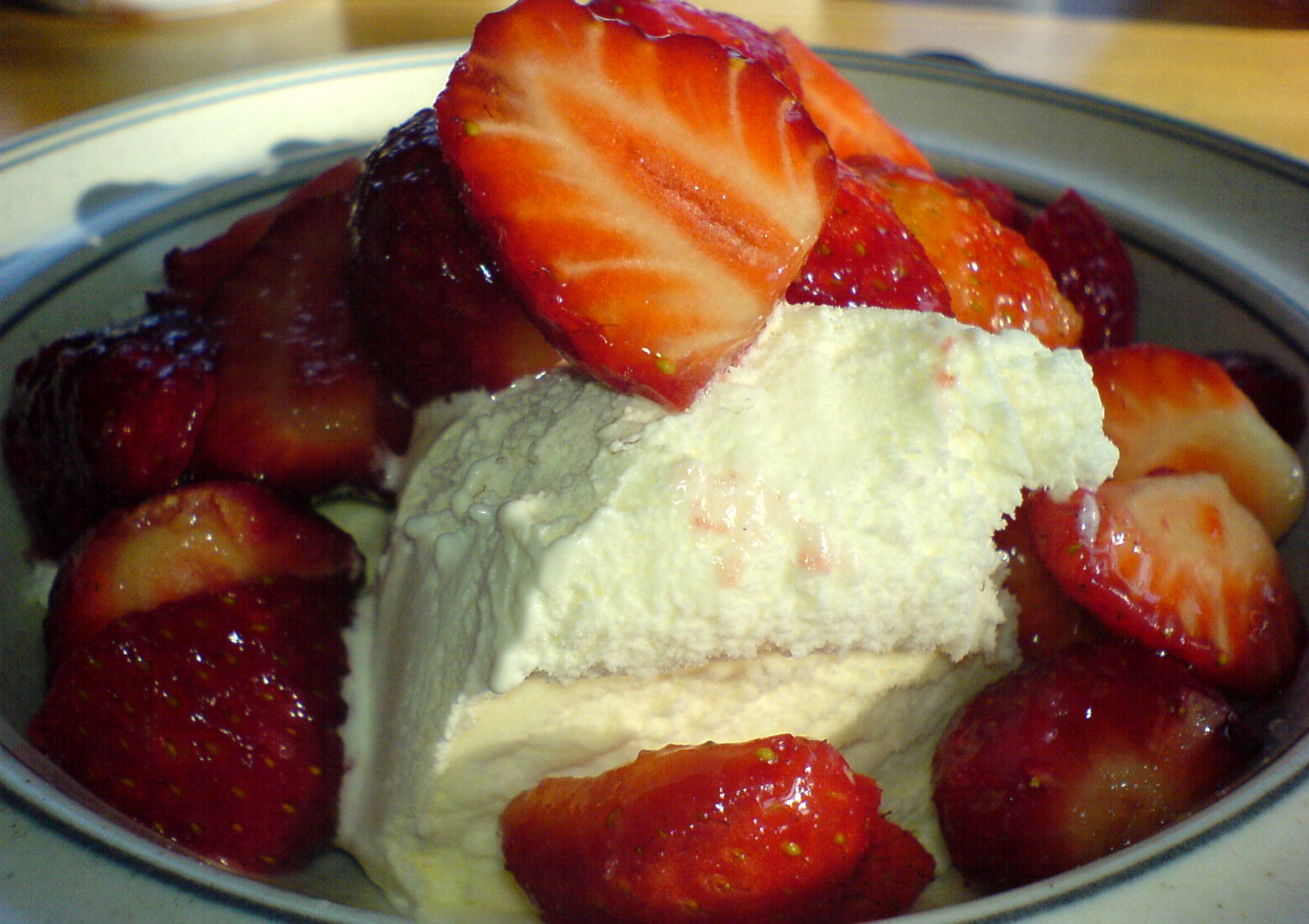
Fragole con gelato

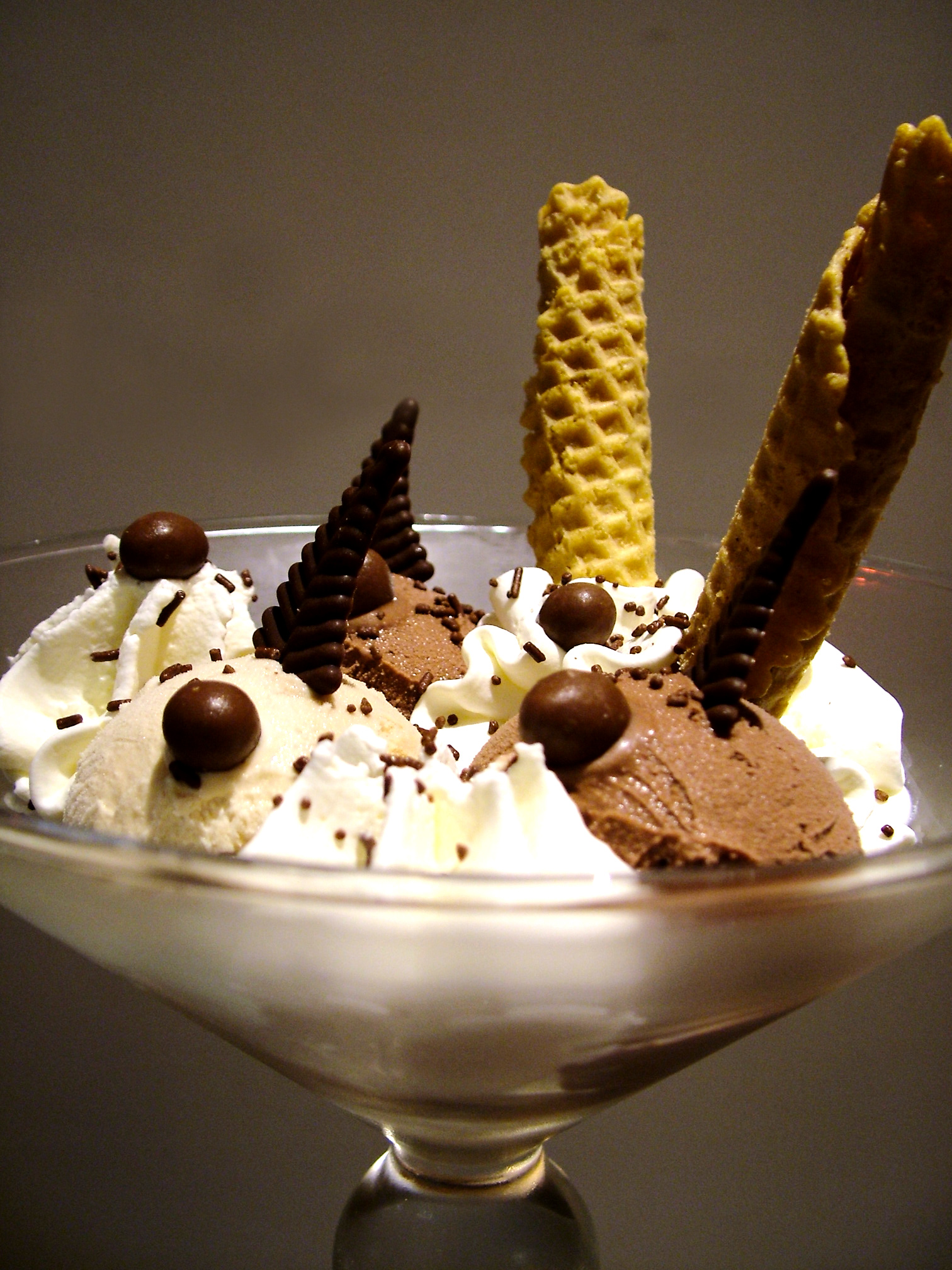
Gelato

- Biancomangiare (siciliano, genovese)
- Budino
  - Bavarese
  - Bonet
  - Pudding
- Cassata siciliana
- Charlotte
- Clafoutis
- Creme
  - Crema carsolina
  - Crema catalana
  - Crema pasticcera (crema al limone, alla vaniglia, alle nocciole, alle fragole, ecc.)
  - Crème brûlée
  - Crème caramel
  - Zabaione
- Dolce mattone
- Dulce de leche
- Flan
- Gelato
- Kadaif
- Latte brulè
- Latteruolo
- Marquise
- Millefoglie
- Mousse
- Pan minisc'
- Panna cotta
- Pavlova
- Sanguinaccio dolce
- Semifreddo
  - Coviglia
  - Panera
  - Parfait
  - Profiterole
- Tiramisù
- Zuppa inglese